# Snippet

Esempio di codice snippet.

Lo snippet (lett. "ritaglio") è un frammento o un esempio di codice sorgente, di solito distribuito nel pubblico dominio o come freeware.

## Descrizione
Lo scopo fondamentale di questi esempi di codifica è didattico e di supporto. Di norma, con uno snippet viene mostrata un'intera unità funzionale di codice corrispondente a un piccolo programma, oppure una singola funzione, una classe, un template o una raccolta di funzioni correlate.
Di solito uno snippet nasce con gli stessi scopi di un esempio applicativo su un testo di programmazione: per mostrare il codice di una soluzione "standard" e già sperimentata a un dato problema, per illustrare "trucchi" di implementazione non banali e degni di nota, per evidenziare peculiarità di un determinato compilatore, come esempio di portabilità del codice, oppure anche per creare simpatici divertissement in poche righe.
Importanti raccolte di snippet sono state create, negli anni, grazie all'eccellente qualità dei contributi dei frequentatori delle aree specialistiche di programmazione sui newsgroup Usenet, nelle aree internazionali di Fidonet ed in reti amatoriali tematiche.
Collezioni organiche e tematiche di snippet (la più famosa delle quali è sicuramente quella di Bob Stout), incluse le collezioni in formato digitale di tips and tricks delle più diffuse e vetuste riviste d'informatica, costituiscono fin dagli albori dell'informatica personale un'importante fonte per l'apprendimento e l'affinamento delle pratiche della programmazione.

## In musica
In ambito musicale, per snippet si intende la citazione strumentale o letteraria di canzoni, opere scritte o discorsi. Lo snippet in musica è una caratteristica delle esibizioni dal vivo, dove spesso gli artisti sono più portati all'improvvisazione.
Bono, leader degli U2, è noto per il suo uso continuo di snippet, fin dagli esordi della band irlandese. Un esempio è la canzone Bad, che in diversi concerti ha spesso raggiunto durate di dieci/quindici minuti proprio per l'inserimento in coda di queste "citazioni", per lo più (come accadde al Live Aid del 1985) Ruby Tuesday e Sympathy For The Devil dei Rolling Stones, ma anche Walk on the Wild Side di Lou Reed, All I Want Is You degli stessi U2 e Candle in the Wind di Elton John. In totale, sono 67 le canzoni inserite come snippet in Bad, 610 quelli totali dal 1976 ad oggi.
Un altro esempio è dato dall'esecuzione di A Forest dei Cure del 18 luglio 1992, ad Auburn Hills, in Michigan (Stati Uniti). In questo caso, Robert Smith suona il riff di She's Lost Control dei Joy Division nel finale. Questa performance è presente nel video Show del 1993.